# Tarik Abd as-Salam
Tarik Muhammad Abd as-Salam Szibl (arab. ‏طارق محمد عبدالسلام شبل‎; ur. 29 października 1993) – egipski zapaśnik walczący w stylu klasycznym, od 2017 roku reprezentant Bułgarii. Zajął dziesiąte miejsce na mistrzostwach świata w 2021. Złoty medalista igrzysk afrykańskich w 2015. Wicemistrz mistrzostw Afryki w 2015. Trzynasty na uniwersjadzie w 2013. Ósmy na igrzyskach wojskowych w 2015. Zdobył brązowy medal na igrzyskach śródziemnomorskich w 2013. Mistrz Afryki juniorów w 2011. Trzeci na MŚ juniorów w 2013 roku.
Mistrz Europy w 2017 roku.